# Спорт у Аустрији
Спорт у Аустрији је широко распрострањен, како на професионалним, тако и на аматерским такмичењима. Најпопуларнији спортови су фудбал, алпско скијање и хокеј на леду.

## Зимски спортови
Због планинског терена, алпско скијање је истакнути спорт у Аустрији. Слични спортови попут сноубординга и скијашких скокова такође су популарни, а аустријски спортисти попут Анемари Мозер Прел, Херман Мајер, Тони Зајлер и Марсел Хиршер сматрају се неким од највећих алпских скијаша свих времена. Аустрија је била прва земља у алпском скијању и водећа у скијашким скоковима на Зимским олимпијским играма, Светском првенству и Светском купу. На Светском првенству 2011. освојили су свих пет златних медаља у скоковима. Од 2001. године око трећина од 230 олимпијских медаља које су освојили аустријски спортисти била је у алпском скијању, а 30 процената у осталим зимским спортовима, док је четвртина свих злата на Светском првенству у алпском скијању освојили Аустријанци. Зимске олимпијске игре одржане су у Инзбруку 1964. и 1976. Успех на елитном нивоу такође помаже промоцији скијашког туризма и сродних индустрија: производња опреме чине пет одсто бруто националног производа земље, а половина светских алпских скија производи се у Аустрији. Око 40 одсто аустријског становништва учествује у алпском скијању.
У хокејашкој лиги постоји дванаест професионалних тимова, у којима је такође по један тим из Чешке, Мађарске, Италије и Словеније.
Боб, санкање и скелетон такође су популарни спортови. Зимске олимпијске игре 1964. и 1976. одржане су у Инзбруку. Прве зимске олимпијске игре младих 2012. године одржане су такође у Инзбруку.

## Фудбал
Фудбал је најпопуларнији спорт у Аустрији, којим управља фудбалски савез. Аустрија је једном била међу најуспешнијим нацијама које играју фудбал на европском континенту, пласиравши се на четврто место на Светском првенству 1934, на треће на Светском првенству 1954. и на седмо место на Светском првенству 1978. Међутим, у последње време Аустрија има много мање међународног успеха у овој дисциплини. Није се пласирала на Светско првенство од 1998. Са Швајцарском је била домаћин Европског првенства 2008. године.

## Тенис
Међу значајним тенисерима су Томас Мустер, победник сингл турнира Отворено првенство Француске 1995; Доминик Тим, победник Отвореног првенства САД 2020. и финалиста Отвореног првенства Француске 2018. и 2019. и Отвореног првенства Аустралије 2020; Јирген Мелцер, једанаести на АТП светској турнеји 2010. и победник на турнирима у паровима Вимблдон 2010 и Отворено првенство САД 2011; Барбара Шет, осми на WTA ранг листи 1999. и Барбара Паулус, тринаеста на WTA ранг листи 1996.

## Мото-спорт
Мото-спорт је трећи најпопуларнији спорт у Аустрији (након скијања и фудбала). Велика награда Аустрије је трка Формуле 1 одржана 1963, 1964, од 1970. до 1987, од 1997. до 2003. и од 2014. године. Неколико аустријских возача успешно се такмичило у Формули 1. Ники Лауда је троструки шампион (1975, 1977. и 1984) и седми возач од двадесет и пет. Јохен Ринт је крунисан за шампиона 1970. године, након што је убијен на тренингу; такође је освојио 1965. 24 часа Ле Мана. Герхард Бергер заузео је треће место 1988. и 1994. године, а сакупио је 10 победа и 48 подијума.
Прва два места за мото-спорт су Red Bull Ring и Salzburgring. Први је био домаћин ВН Аустрије, мото ГП Аустрије и трке спортских аутомобила издржљивости Зелтвег на 1000 километара.

## Кошарка
Прва кошаркашка лига у земљи је Бундеслига Аустрије. Неколико њених тимова учествовало је у европским такмичењима.
До касних 70-их, Аустрија је била један од главних европских тимова, јер се шест пута квалификовала за Европско првенство.
Најистакнутији аустријски кошаркаш данас је Јакоб Пелтл, који је постао први НБА играч Аустрије у сезони 2016–17. након што су га Торонто репторси изабрали у првом колу НБА драфта 2016.

## Рагби јунион
Рагби јунион у Аустрији је мали, али развијајући спорт. Репрезентација се тренутно налази на 79. месту листе Светске рагби федерације. Традиционално, аустријски рагби је био најчешћи међу студентима, посебно у Бечу. Међутим, суочила се са јаком конкуренцијом фудбала и скијања. Управно тело за Аустрију је Rugby Österreich, који је основан 1990, а придружен је Светској рагби федерацији 1992. године.

## Амерички фудбал
Аустријска фудбалска лига је највиши ниво америчког фудбала у Аустрији, основана 1984. године. Сматра се једном од бољих лига у Европи, нарочито у периоду од 2004. до 2011. године, када је освојила седам од осам УЕФА Лиге Европе.
Године 2010. Прашки пантери из Чешке су се придружили аустријској фудбалској лиги као први тим изван државе. Били су члан лиге до сезоне 2016. Тада су се придружили Силверхокси Љубљана из Словеније, а 2018. у лигу су ушли Монархси Братислава из Словачке.
Регуларна сезона се састоји од десет утакмица и почиње средином марта; плеј-оф се наставља до јула. Финална утакмица први пут је одржана 1984. године у Салцбургу.
Године 2021. аустријска фудбалска лига се састоји од Џајантси Граца, Сварко рејдерси Тирола, Денјуба драгонси Беч и Прашких пантера.

## Спортски плес
Аустрија је активни члан Светске федерације спортског плеса и домаћин је многих годишњих такмичења као што су Отворено првенство Аустрије и Светска првенства. Аустријски плесни спортисти су запажени у свету:
- Мануела Штекл је била светски аматерски полуфиналиста 2003. године у Ванкуверу
- Вадим Гарбузов и Катрин Менцингер су аустријски плесачи, године 2015. постали су светски прваци[7] и светски шампиони.[8]

Популаришући спортски плес, аустријска телевизија емитује годишњу емисију Плес са звездама.